# Andrea Bocelli
Andrea Bocelli (Lajatico, 1958. szeptember 22. –) olasz tenorista.

## Élete
Bocelli örökletes zöldhályoggal született, amely egyre erősebben rontotta látását. 12 éves korában egy futball-labda fejen találta, és ennek következtében teljesen megvakult.
A pisai egyetemen jogtudományt tanult. Egy évig ügyvédként dolgozott, mielőtt teljesen a zenének szentelte volna magát. Több hangszeren játszik. Világsztárok is el vannak ragadtatva hangjától, elhivatottságától (Pavarottin kívül pl. José Carreras).
1989-ben elvette Enrica Cenzattit. 2002 óta, feleségét elhagyva, új kapcsolatban él, de két fiával, Amosszal és Matteóval gyakran találkozik. Új felesége, Veronica Berti leánygyermekkel ajándékozta meg, Virginiával. 2000-ben adócsalásért 5,7 millió €-ra büntették. Sportos életmódot folytat: fut, biciklizik, lovagol, görkorcsolyázik, könnyűbúvárkodik, szörfözik, sőt még páros ejtőernyős ugrást is végrehajtott. Enrica Cenzattival végül 2012-ben döntöttek az elválás mellett,de kapcsolatuk a mai napig baráti és ezt Amos és Matteo Bocelli azaz ebből a házasságából született fiai ia bizonyítják. 2014-ben végül összeházasodott jelenlegi feleségével a nála 25 évvel fiatalabb Victoria Berti színésznővel.
Énekesként először Pavarotti ajánlására Zuccheróval, a híres olasz popénekessel ment európai körútra, ahol a Miserere című dalt énekelték együtt. Majd Caterina Caselli Sugar című projektjébe szerződött le.
1994-ben a Sanremói Dalfesztivál Új Javaslatok kategóriáját az Il mare calmo della sera című dallal megnyerte, majd a következő évben negyedik lett a Con te partirò című dallal, amelynek angol nyelvű változatát Time to say goodbye címen Sarah Brightman szopránnal együtt énekelte. Ezzel befutott és Európa-hírre tett szert. 1995-ben a Vivo per lei című dalát öt énekesnővel duettben francia, olasz, spanyol, portugál és német nyelven készítette el. Ezek közül a Marta Sanchezszel közös olasz-spanyol verzió a spanyol, a Judy Weiss-szel közös olasz-német változat Svájc, és a Héléne Ségare közreműködésével készült francia verzió Franciaországban és Belgiumban a toplista első helyén szerepelt, és arany, illetve platinalemez minősítést kapott. A dalból készült egy angol verzió is Bonnie Tylerrel, de ez soha nem jelent meg. Bocelli kiadója a Sugar Music ugyanis csak akkor adta volna ki a dalt, ha az legalább akkora siker és listavezető dal lesz, mint az egy évvel korábbi duettje Sarah Brightmannel. A kiadó viszont nem hitt a sikerben, így a Bonnie Tylerrel készült verziót nem engedték megjelentetni az énekesnő All in One Voice című albumán.  A Vivo per Lei valamennyi verziója listavezető lett a duettpartnerek hazájában.
1996-ban ez a szám közel hat hónapig vezette a német toplistákat. Amerikában 2000-ben turnézott, majd 2001. október 28-án, a Ground Zero fölavatásán Schubert Ave Mariáját énekelte.
Bocelli eddig 70 millió példányban adta el lemezeit, ezzel az úgynevezett pop-opera legsikeresebb előadójává vált.

## Ismert dalok
- Con te partirò
- Time to Say Goodbye (duett Sarah Brightmannel)
- Vivo per lei - Ich lebe für sie (duett Judy Weiss-szal)
- Somos Novios
- Musica è
- The Prayer (duett Céline Dionnal)
- Mi manchi
- Hallelujah (duett Virginia Bocellivel)
- Dare to Be (duett Virginia Bocellivel)

## Lemezei
- Il Mare calmo della Sera 1994
- Bocelli 1995
- Viaggio Italiano 1995
- Romanza (1996)
- Aria – The Opera Album (1997)
- Hymn for the World (1997)
- II Mare Calmo Della Sera (1998)
- Viaggo Italiano (1998)
- Bocelli (1998)
- Hymn for the World 2 (1998)
- Sogno (1999)
- Sacred Arias (1999)
- Verdi (2000)
- La Bohème (2000)
- Cieli di Toscana (2001)
- Sentimento (2002)
- Tosca (2003)
- Il Trovatore (2004)
- Andrea (2004)
- Werther (2005)
- Amore (2006)
- Leoncavallo: Pagliacci (Ana María Martínez) (2006)
- The Best of Andrea Bocelli – Vivere (2007)
- Carmen (2008)
- My Christmas (2009)
- Family Christmas (2022)

## Magyarul
- A csend zenéje; ford. Balázs István; Rózsavölgyi, Bp., 2013

## Fordítás
- Ez a szócikk részben vagy egészben az Andrea Bocelli című angol Wikipédia-szócikk fordításán alapul.  Az eredeti cikk szerkesztőit annak laptörténete sorolja fel. Ez a jelzés csupán a megfogalmazás eredetét és a szerzői jogokat jelzi, nem szolgál a cikkben szereplő információk forrásmegjelöléseként.
- Ez a szócikk részben vagy egészben az Andrea Bocelli című német Wikipédia-szócikk fordításán alapul.  Az eredeti cikk szerkesztőit annak laptörténete sorolja fel. Ez a jelzés csupán a megfogalmazás eredetét és a szerzői jogokat jelzi, nem szolgál a cikkben szereplő információk forrásmegjelöléseként.